# کرباسالات کلسیم
کرباسالات کلسیم (انگلیسی: Carbasalate calcium) یک داروی ضد درد، تب‌بر و ضدالتهاب و همچنین یک مهارکننده تجمع پلاکت‌ها است. این یک دارو چنگالش استیل سالیسیلات کلسیم (نمک کلسیم آسپرین) و اوره است.